# Клиника Мадона дел Туфо (Рим)
Клиника Мадона дел Туфо је насеље у Италији у округу Рим, региону Лацио.
Према процени из 2011. у насељу је живело 67 становника. Насеље се налази на надморској висини од 624 м.